# Francesc Meca Berardo
Francesc Meca Berardo (s. XVII-XVIII), Doctor i Vicecanceller a la Universitat de Cervera.

## Biografia
Francesc Meca Berardo va néixer a finals del segle xvii. Doctor i Vicecanceller a la Universitat de Cervera. A la mort del canceller Francesc de Queralt i de Xetmar, la cancelleria de la Universitat de Cervera va restar buida al llarg de set anys, entre 1725 i 1732, etapa en què la responsabilitat va recaure en el vicecanceller Francesc Meca. Amb Francesc Meca es van aprovar els estatuts pels quals s'havia de regir la Universitat per decret reial del dia 4 de juliol de 1726. Va morir a la segona meitat del s.XVIII.